# WUMAG Niederrhein
Koordinaten: 51° 20′ 44,6″ N, 6° 39′ 20,8″ O
WUMAG Niederrhein GmbH war ein deutscher Hersteller für Hubarbeitsbühnen, Eisenbahnfahrzeuge, Fahrzeugaufbauten und Schwermaschinen. Als WUMAG GmbH existiert das Unternehmen heute als Holding weiter.

## Geschichte

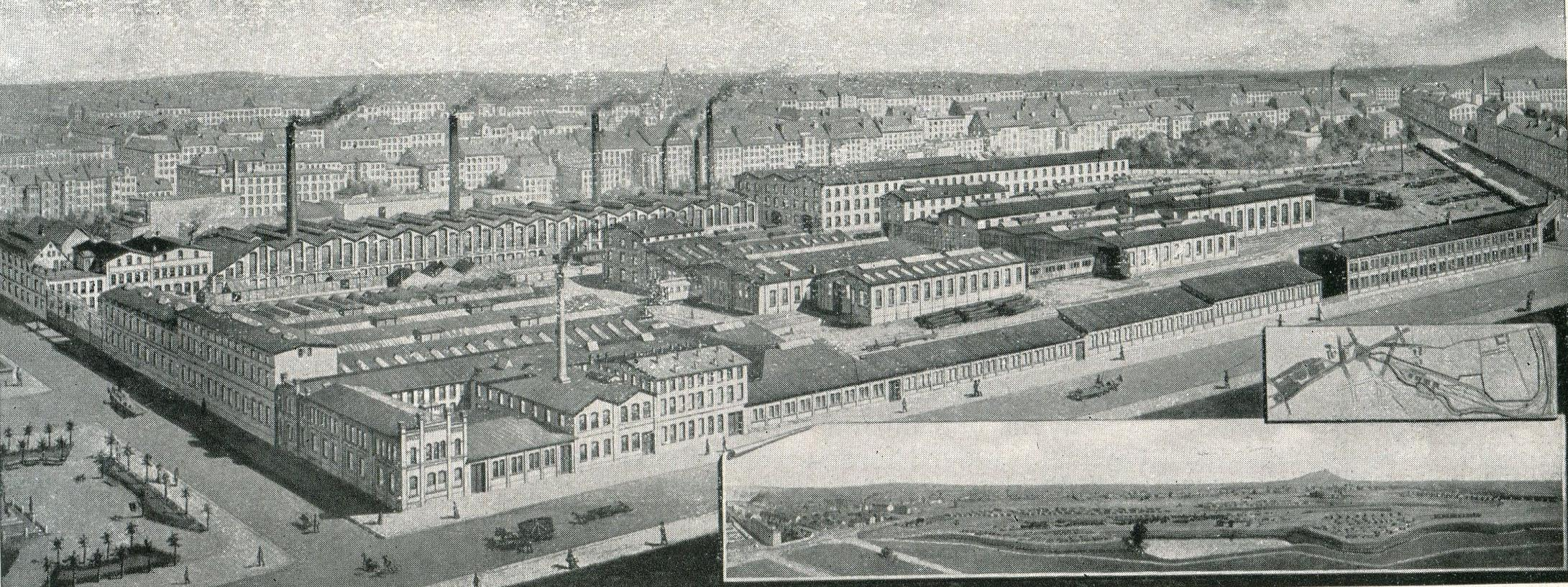
Blick auf den Görlitzer Waggonbau, Werk I um 1900

Am 6. Januar 1921 entstand die Waggon- und Maschinenbau AG Görlitz (WUMAG) aus der Fusion der Görlitzer Maschinenbau-Anstalt und Eisengießerei, der AG für Fabrikation von Eisenbahnmaterial und der Cottbuser Maschinenbau-Anstalt und Eisengießerei AG. Neben Eisenbahnfahrzeugen wurden u. a. auch Turbinen, Dampfkessel und U-Boot-Dieselmotoren produziert. Bereits 1923 waren im Unternehmen 5100 Arbeiter und Angestellte beschäftigt. Das Unternehmen wurde nach dem Zweiten Weltkrieg im Bereich der DDR weitergeführt – als VEB (WUMAG) Görlitzer Maschinenbau und VEB Waggonbau Görlitz.
Der Generaldirektor der WUMAG, Conrad Geerling (1882–1946), gründete nach dem Krieg in Hamburg eine neue WUMAG, zunächst als Reparaturbetrieb für alte WUMAG-Schiffsdiesel. Der Schwerpunkt des Unternehmens lag später dabei auf dem Maschinenbau. 1946 traf er sich mit dem Generaldirektor der DUEWAG, Ernst Schroeder (1877–1954). Es wurde vereinbart, dass dessen zweitältester Sohn, Günther Schroeder, ins Unternehmen geholt werden sollte. Nach drei Monaten Einarbeitungszeit bei WUMAG Hamburg übernahm dieser die Vertretung der Firma in Nordrhein-Westfalen, am Niederrhein.
Die vorläufige Produktionserlaubnis für die WUMAG Niederrhein, in Krefeld, wurde am 1. Juni 1948 durch den Wirtschaftsminister des Landes Nordrhein-Westfalen erteilt – für den Verkauf, die Montage und Wartung von Maschinen und Ersatzteilen der Waggon- und Maschinenbau Aktiengesellschaft Görlitz WUMAG, mit höchstens 22 Beschäftigten und einem wöchentlichen Stromverbrauch von 500 kWh. Die tatsächliche Gründung erfolgte am 17. Juni 1948 auf einer Gesellschafterversammlung der WUMAG Hamburg durch Oberingenieur Georg Hemsig, Rechtsanwalt Hellmut Friederichs und Oscar Toepffer als WUMAG Niederrhein, Waggon- und Maschinen-Reparaturbetriebe GmbH, die Eintragung ins Handelsregister des Amtsgerichtes Krefeld erfolgte dann am 19. September 1948. Zweck der Gesellschaft war der Betrieb einer Werkstatt für den Bau und die Reparatur von Verkehrsmitteln, Maschinen und sonstigen Geräten. Das Stammkapital betrug 25.000 Reichsmark – aufgebracht von WUMAG Hamburg (7.500 RM), deren Geschäftsführer Ottokar Dietrich (2.500 RM), Georg Hemsig (7.500 RM) und Günther Schroeder (7.500 RM). Geschäftsführer der neuen Gesellschaft wurden Günther Schroeder (* 1910), ehemals Konstrukteur bei der Düsseldorfer Waggonfabrik (DUEWAG) und Betriebsleiter der Waggonfabrik Uerdingen (DUEWAG-Tochter) und Georg Hemsig (* 1913), der zuvor Betriebsingenieur bei der DUEWAG war. Da zunächst keine geeigneten Hallen zur Verfügung standen, begannen die Arbeiten unter freiem Himmel.
Mit der Währungsreform wurde das Stammkapital auf 14.000 DM umgerechnet. Nach dem Ausscheiden von Georg Hemsig aus dem Unternehmen wurde Manfred Schroeder (* 1919), der bereits 1949 als Handlungsbevollmächtigter in die Geschäftsleitung berufen wurde, Prokurist bei der WUMAG und Werner Ulrich (* 1913), ehemals Fertigungsleiter einer Leipziger Entwicklungs- und Vertriebsfirma, kam als neuer Betriebsleiter ins Unternehmen. Schroeder schied 1954 als Prokurist wieder aus, blieb jedoch Gesellschafter. Die Räume des gemieteten Gebäudes waren im Krieg schwer beschädigt worden, wodurch in den ersten Jahren erhebliche Kosten für die Instandsetzung der Räume aufgewendet werden mussten, was die Finanzen des Unternehmens erheblich belastete. Hinzu kam der vollständige Zahlungsausfall bei der Jockers-Bau im Jahr 1949 und die Annullierung umfangreicher Aufträge eines Krefelder Planungs- und Konstruktionsbüros (die allerdings mehrere ortsansässige Unternehmen betraf) sorgten für das Auftreten erste wirtschaftlicher Probleme, die durch Kurzarbeit und eine Reduzierung der Belegschaft von 47 auf unter 42 Mitarbeiter überwunden wurden, so dass es am 1. April 1951 wieder 53 Beschäftigte waren.
Die kostenintensiven Sonderanfertigungen in Krefeld führten dazu, dass die WUMAG Niederrhein 1953 erneut in wirtschaftliche Schwierigkeiten geriet. Zeitgleich führte der Konkurs der Hamburger Muttergesellschaft dazu, dass das Krefelder Unternehmen selbständig werden musste. Dazu wurde das Stammkapital auf 100.000 DM erhöht. Als neue Gesellschafter traten die schon aus der Hamburger WUMAG bekannten Hellmut Friederichs und Ernst Schroeder sowie dessen Frau Hedwig Schroeder (geb. Düsselberg), als neue Gesellschafter in das Unternehmen ein. Es gelang die Krefelder Tochter auf eigene Beine zu stellen. 1958 kündigten die Stahlwerke den Mietvertrag, so dass das Unternehmen gezwungen war, komplett umzuziehen. Nach einer Verlängerung der Räumungsfrist durch den Vermieter und erfolgreichen Finanzierungsverhandlungen wurde ein verkehrsgünstig gelegenes, 14.000 m² großes, Gelände an der Düsseldorfer Straße 100 gekauft, welchen bis heute Standort des Unternehmens ist. Der Bau begann im August 1958. Etwa Zeitgleich kehrte Manfred Schroeder als Geschäftsführer in das Unternehmen zurück. Das Stammkapital wurde um 100.000 und 1959 um weitere 50.000 DM erhöht. Der Umzug in die neuen Hallen begann 1959. Die Zusammenarbeit mit dem neugegründeten, ehemals renommierten jedoch mit Problemen bei der Anpassung an den westdeutschen Nachkriegsmarkt kämpfenden Unternehmen, aus dem Werner Ulrich kam, wurde im selben Jahr beendet. Ulrich verblieb bei WUMAG Niederrhein und wurde 1967 dort Prokurist. 1960 wurde ein Nachbargrundstück gekauft und das Firmengelände somit deutlich vergrößert. 1961 konnte eine neue Halle gebaut werde und 1962 ein Gebäude mit Speise-, Umkleide- und Waschräumen für die Belegschaft fertiggestellt werden sowie durch atypische stille Einlagen weitere 250.000 DM frisches Geld zugeführt werden. Die nächsten Erweiterungen durch Verlängerung der Montagehallen erfolgte von 1963 bis 1965. In dem Jahr stieg mit dem Unternehmensberater A.M. Weghmann ein neuer Gesellschafter ein. Bis 1972 erhöhten sich die stillen Einlagen auf insgesamt 750.000 DM. Darunter waren auch die typischen stillen Einlagen dreier leitender Mitarbeiter, die auf die Art 1971 als Gesellschafter mit einstiegen. Bis 1973 existierte kein Verwaltungsgebäude. Dafür und für neue Hallen wurde der Aufkauf eines benachbarten Grundstücks erwogen. Das Gebäude steht mittlerweile auf dem inzwischen weitläufigen Firmengelände.
Am 29. März 1996 wurde das Unternehmen aufgeteilt, in dem die operativen Geschäftsfelder in die selbständigen Tochterunternehmen WUMAG elevant (Fahrzeugbau) und WUMAG texroll (Maschinen- und Zylinderbau) ausgegründet wurden. Damit einher ging die vorläufig letzte Erweiterung des Firmengeländes und dessen Aufteilung entsprechend den Erfordernissen der beiden Betriebe. Die WUMAG Niederrhein wurde umbenannt in WUMAG GmbH und besteht als Eigentümer des kompletten Werksgeländes, der Tochtergesellschaft WUMAG texroll sowie der Marke WUMAG weiter.

### Fahrzeugbau
Der Fahrzeugbau begann mit Gründung der Krefelder Niederlassung der WUMAG Hamburg. Zunächst wurde vor allem die umfangreiche Produktion des Görlitzer Stammwerkes gewartet und repariert. Die Produktion vollständig neuer Fahrzeuge begann in den 50er Jahren. Zuvor wurden vorrangig Reparaturen und Instandsetzungen ausgeführt. Kunden waren dabei vorrangig Hafenbahnen, Zechen- und andere Werksbahnen. Die gebauten Eisenbahnfahrzeuge waren vorrangig Selbstfahrwaggons. Der erste selbst entwickelte wurde 1954 vorgestellt – ein Schlackenchargierwagen mit dieselelektrischem Antrieb. Bereits 1952 wurde für Schachtanlagen ein Seilauflegewagen nach Konstruktionen und im Auftrag der Demag gefertigt. Zuvor wurde auf alten, noch funktionsfähigen, Fahrgestellen neue Güterwaggons aufgebaut. Dabei wurde teils auch zerstörte gedeckte Güterwagen zu offenen Güterwagen umgebaut. Das spätere Programm war recht umfangreich, beschränkte sich aber auf nichtöffentliche Bahnen. Erbaut wurden Chargierwagen, Kokillengießfahrzeuge, Walzenfähren und alle Arten von Selbstfahrwaggons. Für Zweiseitenkippkästen mit automatischem Klappverschluss wurde der WUMAG ein Patent erteilt. Reparatur und Umbau von alten Waggons wurde 1959 beendet.

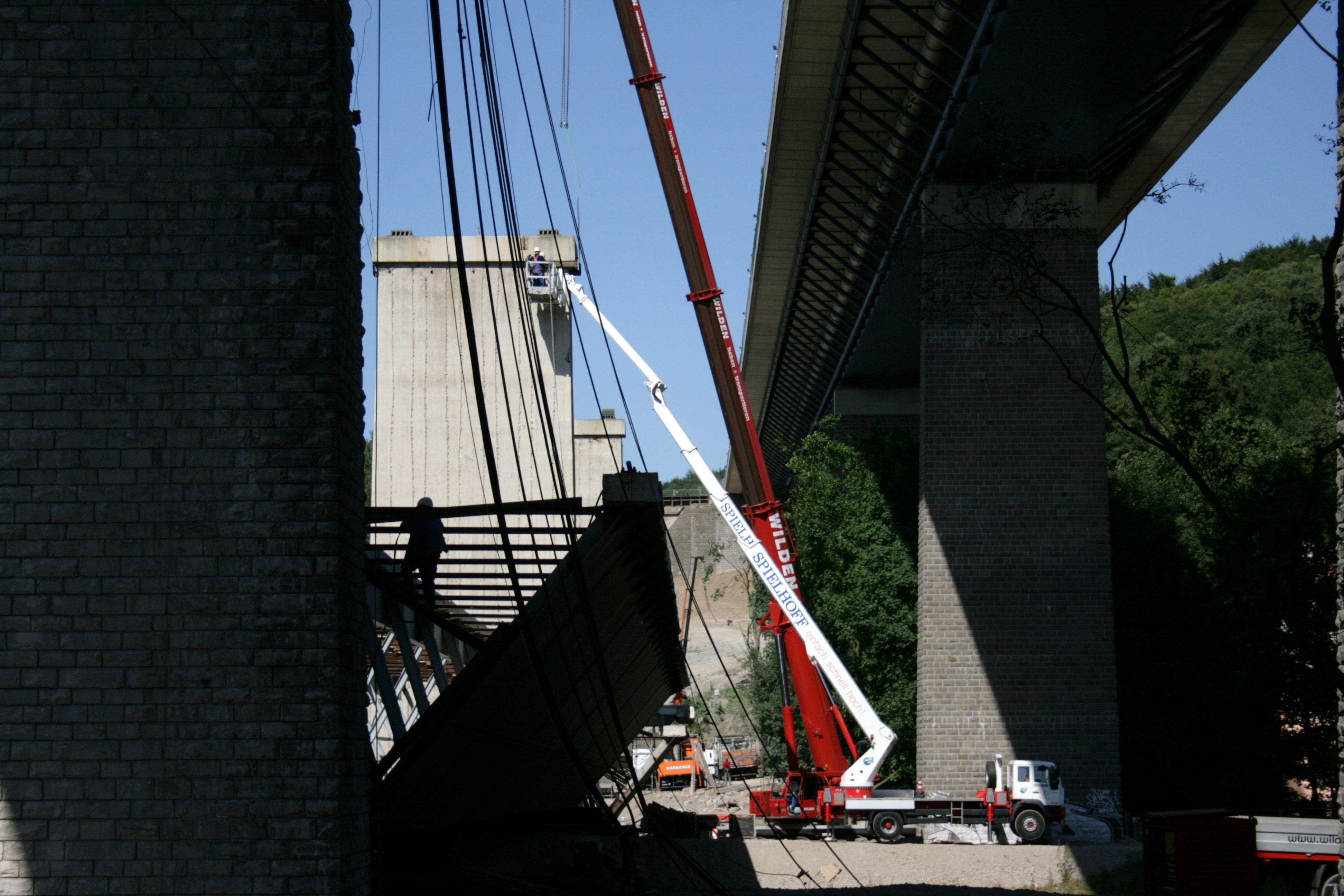
WUMAG WT 450 bei der Demontage der Wuppertalbrücke

Daneben wurden auch Ladegeräte, Paketbehälter und Boxpaletten für Post und Bahn produziert. Die dafür gezahlten Preise waren zu gering, so dass die Fertigung bald eingestellt wurde. Ebenfalls nur für wenige Jahre wurden Lastenanhänger für den Straßentransport hergestellt. Darunter waren einachsige Kabelrollentransporte ebenso wie zwillingsbereifte Schwerlastanhänger mit Isolierhauben. Die Produktion und vor allem auch der Absatz erwiesen sich als nicht besonders erfolgreich. Ein Nebenprodukt des Waggonbaus war der Bau von Steuerhäusern in Stahlleichtbauweise für Hütten und Walzwerke. Verkauft wurden die Steuerhäuser bis nach Rourkela und Belo Horizonte. Vorgefertigt in Krefeld wurden sie vor Ort, inklusive der nötigen Innenausstattung, montiert. Aus Kapazitätsgründen wurde die Produktion um 1970 eingestellt. Bis Ende der 70er Jahre wurde das Programm zunehmend gestrafft – spätestes ab den 1990er Jahren ist kein Schienenfahrzeugbau mehr bekannt.

#### WUMAG elevant
Die Produktion von Niederflur-Hubwagen begann im Jahr 1954 und endete etwa 1970 – um Produktionskapazitäten für die 1961, durch die Zusammenarbeit mit der englischen Simon Engineering Dudley Ltd., begonnenen Produktion von Hubarbeitsbühnen ausweiten zu können. Ab 1963 wurden die Geräte bis 12 Meter Höhe selbst entwickelt, für die größeren Geräte stammten die Ausleger von Simon, Hilfsrahmen und Fahrzeugumbauten von WUMAG. Als die Lizenzfertigung 1973 auslief, wurden eigene Konstruktionen entwickelt. Durch eine firmeninterne Ausschreibung wurde der neue Markenname elevant für die Hubarbeitsbühnen gefunden, der am 26. Juli 1975 beim Deutschen Patentamt als Warenzeichen ELEVANT angemeldet wurde.
Mit der WT 260 wurde 1993 eine völlig neue Generation Hebebühnen vorgestellt – auf 7,5-t-Chassis montiert, hergestellt aus Feinkornbaustahl mit CAD-Optimierung, beweglichem Korbarm, Speicher-programmierte Steuerung (SPS) und Lastmomentbegrenzung. Am 29. März 1996 wurde das Unternehmen aufgeteilt und der Fahrzeugbau in die Wumag elevant GmbH & Co. KG ausgegründet. WUMAG elevant wurde 2008 an Palfinger verkauft und in die Konzern-Tochter Palfinger Platforms integriert.

### Der Maschinenbau bis 1996
Das Unternehmen begann seine Produktion mit zunächst etwa 30 Beschäftigten. Dazu war am Rheinhafen Krefeld das Verwaltungsgebäude des ehemaligen Stahlwerks Becker angemietet worden. Anders als in Hamburg, sollte hier neben dem Verkauf, Montage und Wartung der Hamburger Produkte, die Waggonbau-Tradition der WUMAG wieder aufleben. So begann man damit die Fahrzeuge der Görlitzer Vorkriegsproduktion zu reparieren und aufzuarbeiten. Die benötigten Werkzeugmaschinen wurden zunächst von befreundeten Unternehmen geliehen. Hinzu kam bald die um Reparatur und Fertigung anderer Maschinen sowie Stahl- und Eisenbauten.
Neben dem Fahrzeugbau wurde der erwartet eingetretene Rückgang des Montage-Reparaturgeschäfts nach der Währungsreform durch ein sehr vielseitiges Spektrum an Reparaturen und Montagen von sehr unterschiedlichen Maschinen und Betriebseinrichtungen ausgeglichen. Dies brachte dem Unternehmen den Spottnamen „Kunst- und Gemüseschlosserei“ ein. Daneben war die Krefelder Tochter auch ein Zulieferer des Hamburger Mutterbetriebes. So wurden die Auspufftöpfe für die schweren Dieselmotoren der WUMAG Hamburg bei der WUMAG Niederrhein gefertigt.
Aus dem Behälterbau und Stahlblechverarbeitung ging 1955 die Zylinderproduktion hervor, die sich in den 60er und 70er Jahren zum wichtigen Standbein des Unternehmens entwickelte. Die in Kalandern eingesetzten Zylinder wurden ursprünglich fast ausschließlich aus Kupfer gefertigt, das sich mit Ausbruch des Koreakriegs deutlich verknappte. Durch enge Kontakte zu benachbarten Edelstahlherstellern und den Reparaturaufträgen bei der sich in Krefeld zunehmend ansiedelnden Textil- und Textilmaschinerienindustrie sowie den Erfahrungen mit Schweißtechnik und spanloser Verformung gelang die Herstellung von qualitativ hochwertigen Edelstahlzylindern zu akzeptablen Preisen. Die Fertigungsmethoden dafür konnten durch selbst entwickelte und gebaute Spezialmaschinen im Laufe der Jahre deutlich verbessert werden. In diese Zeit fällt auch der Beginn der Produktion kompletter Maschinen für die Textil-, Kunststoff- und Papierindustrie nach eigenen und Kunden-Entwürfen. Eine erste Versuchsstation wurde 1973 errichtet. Im Zuge dessen zog die Zylinderproduktion in eine neue Halle um. Die alte wurde damit als Prüfstand und Versandzentrum verwendet.
In den 80er Jahren entwickelte sich besonders der Maschinen- und Apparatebau rasant. Der Gesamtumsatz von WUMAG Niederrhein stieg in dieser Zeit von knapp 14 Mio. DM auf über 37 Mio., mit über 200 Mitarbeitern.

### WUMAG texroll ab 1996
Der Maschinen- und Anlagenbau, nach der Aufteilung als WUMAG texroll GmbH & Co. KG weitergeführt, ist heute Marktführer bei dampfbeheizten Trockenzylindern – weltweit sind etwa 60.000 solcher Zylinder im Einsatz. WUMAG texroll ist inzwischen der einzige Lieferant von Trockenzylindern in Europa.
Ein Großteil der Produktion wird nach Asien verkauft, so kommen z. B. in fast jeder thailändischen Textilfabrik WUMAG-Zylinder zum Einsatz. Zu den Kunden zählt aber auch das Schweizer Unternehmen Benninger. Daneben werden zunehmend auch starkwandige Walzen gefertigt. So lieferte WUMAG 1997 Schwerwalzen an Hersteller von Papiermaschinen in Österreich und Japan. Nach 1998 kamen zudem Chill Rolls, Herzstück in Foliengieß- und Reckanlagen, hinzu. Neben dem Komponentenbau wird in den letzten Jahren auch im Bereich Bau hochpräzise Sondermaschinen wie z. B. Dublierkalander, mit denen Offset-Drucktücher hergestellt werden, expandiert.
Durch den Verzicht auf das übliche stabilisierende Stützkorsett wird ein gleichmäßiges Wärmeprofil der Zylinder erzeugt, was sich besonders bei dünnen Stoff oder hauchdünnen Vlies bemerkbar macht, da sonst einige der 1.000 Fäden, die auf die Walzen geführt werden, unsauber laufen und beim Trocken nach der Behandlung mit Chemikalien miteinander verkleben. Die Marktbereinigung nach den Boom-Jahren 2005 und 2006 überstand das Unternehmen mit Einbußen und durch Flexibilisierung und Kapazitätsanpassung. „Man darf nicht jede Überhitzung der Märkte mitgehen – die Kapazität muss mittelfristig passen.“ meinte dazu der Geschäftsführer Karl-Heinz Vaaßen, ehemals Anwendungstechniker bei PKL, als Vertriebsleiter zur WUMAG gekommen.
Im Jahr 2011 konnte der Wirkungsgrad der Zylindertrockner deutlich erhöht werden. Durch Nachrüstung älterer Anlagen ließ sich der Energiebedarf deutlich senken. Das Produktspektrum umfasste in diesem Jahr Leitwalzen und Leitwalzenrohre, Trockenzylinder, Kühlzylinder, Doppelmantel-Walzen, Zylindertrockner für Textilgewebe, Zylindertrockner für Vliesstoff und technische Gewebe, Kalander und Kalibrieranlagen, Gelier- und Konditionieranlagen sowie Thermofixier- und Reckanlagen.